# Sant Pere i Sant Pau (El Greco, Tipus-I, MNAC)
Sant Pere i Sant Pau és un quadre del pintor espanyol d'origen grec el Greco pintat entre el 1595 i 1600 i exposat actualment al Museu Nacional d'Art de Catalunya.
Harold Wethey distingeix dues tipologies sobre aquesta temàtica. Considera la pintura present com el prototip del Tipus-I, que es diferencia perquè:
- Sant Pau porta una espasa.
- Els dos Apòstols són representats davant un fons de núvols.

## Temàtica de l'obra
Ens trobem davant d'una de les primeres representacions dels sants Pere i Pau elaborades pel Greco, distingint-se de les altres parelles de sants en estar pintat de tres quarts.
Sant Pere i sant Pau sorprèn pel seu contingut argumental i la seva riquesa cromàtica. Malgrat que el tema central és la reunió entre els dos personatges després d'haver mostrat el seu desacord, s'insinua una reconciliació no completa en les mans unides que es creuen sense arribar a prendre contacte. Al mateix temps, mostra un gest de cessió o reconeixement per part de Sant Pere, que es representa com un ancià cansat en un fons de núvols que s'obre al blau del cel per ressaltar l'aurèola de santedat i portant les claus de l'església. Al seu costat apareix la poderosa imatge de Sant Pau en la plenitud de la seva maduresa, sense aurèola, amb túnica verda i mantell vermell, subjectant amb orgull l'espasa o atribut que li és propi.

## Anàlisi de l'obra
Les figures estilitzades s'emboliquen amb pesats mantells que impedeixen contemplar-ne l'anatomia, destacant els seus plecs en els quals es creen suggeridors contrasts lluminosos. I és que, com a bon coneixedor de l'Escola veneciana, el cretenc modela a través de l'ús de llums i colors, utilitzant una pinzellada ràpida i vigorosa que empasta la tela fent perdre els detalls. L'espiritualitat dels sants està ressaltada als seus rostres, clarament diferenciats per avançar l'estil d'anys posteriors.

## Procedència
- José Cañaveral, Madrid.
- Lluís Plandiura, Barcelona.